# Tři svatí
Tři svatí neboli Tři hierarchové (starořecky Οἱ Τρεῖς Ἱεράρχαι – Ohi Treis Hierarchai, rusky Три Святителя – Tri Svjatitělja) je v rámci východního křesťanství označení pro Basila Velikého, Jana Zlatoústého a Řehoře Bohoslovce, trojici významných křesťanských teologů z 4. století našeho letopočtu. Všichni jsou zároveň považováni za významné i v rámci západního křesťanství, které je řadí mezi učitele církve a také je počítá spolu s Atanášem mezi  čtyři nejvýznamnější východní církevní otce.
Jejich označení hierarchové v kontextu západní církve odpovídá pojmu ordináři. Jejich seskupení do trojice má svůj původ v Cařihradu v 11. století, kdy se tamní křesťané přeli, který z těchto církevních otců byl pro církev nejdůležitější. Podle východokřesťanského učení se v roce 1084 hierarchové zjevili ve vidění euchaitskému metropolitovi Ióannovi Mauropovi a vyřešili spor tím, že mu oznámili, že jsou si před Bohem rovni. Proto byl za byzantského císaře Alexia I. kolem roku 1100 zaveden na 30. ledna jejich společný svátek, který pravoslavná církev dodržuje dodnes.